# Marinho (1957–2020)
Marinho, właśc. Mário José dos Reis Emiliano (ur. 23 maja 1957 w Belo Horizonte, zm. 15 czerwca 2020 tamże) – brazylijski piłkarz, występujący podczas kariery na pozycji pomocnika.

## Kariera klubowa
Karierę piłkarską Marinho rozpoczął w klubie Atlético Mineiro w 1975. W lidze brazylijskiej zadebiutował 1 września 1976 w zremisowanym 1-1 meczu z Goiânia EC. Z Atlético Mineiro zdobył mistrzostwo stanu Minas Gerais – Campeonato Mineiro w 1976. W następnych latach 1979–1982 występował w Américe São José do Rio Preto. W 1982 występował ponownie w Atlético Mineiro.
W latach 1983–1988 występował we Bangu AC. Z Bangu zdobył wicemistrzostwo Brazylii 1985. W 1988–1989 występował w Botafogo FR, z którym zdobył mistrzostwo stanu Rio de Janeiro – Campeonato Carioca w 1989. W Botafogo 7 września 1988 w przegranym 0-1 meczu z Atlético Mineiro Marinho po raz ostatni wystąpił w lidze. Ogółem w latach 1976–1988 wystąpił w lidze w 81 meczach i strzelił 24 bramki. W następnych latach występował m.in. w boliwijskim CD San José, Americano FC, São Cristóvão Rio de Janeiro i Bangu AC, w którym zakończył karierę w 1996.

## Kariera reprezentacyjna
W reprezentacją Brazylii Marinho zadebiutował 12 marca 1986 w przegranym 0-2 towarzyskim meczu z reprezentacją RFN. Drugi i ostatni raz w reprezentacji wystąpił 17 kwietnia 1986 w wygranym 3-0 towarzyskim meczu z reprezentacją Finlandii, w którym w 70 min. zdobył bramkę.
W 1976 Marinho z reprezentacją Brazylii uczestniczył w igrzyskach olimpijskich. Na turnieju w Montrealu Brazylia zajęła czwarte miejsce, a Marinho wystąpił w czterech meczach z NRD, Hiszpanią, Polską i ZSRR.

## Kariera trenerska
Po zakończeniu kariery piłkarskiej Marinho został trenerem. W 2009 prowadził swój były klub Bangu AC. Prowadził występujący w III lidze stanowej Juventus Rio de Janeiro.